# Беліт

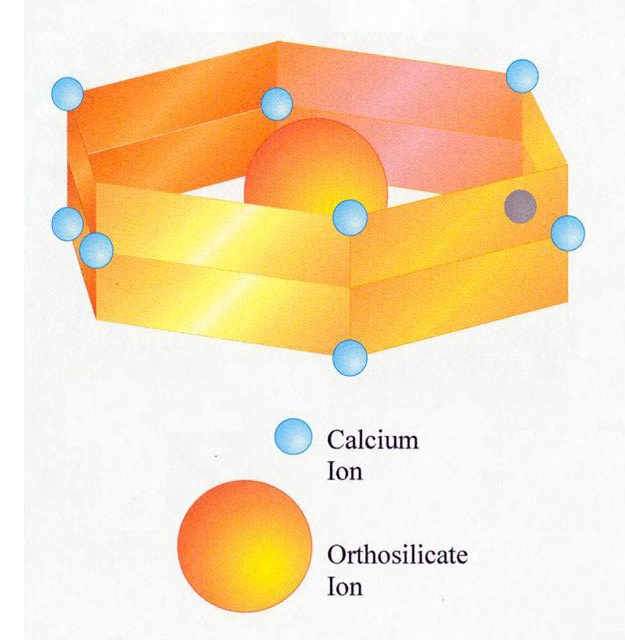
Спрощена кристалічна структура беліту

Беліт — штучний мінерал, що формується в процесі рівномірного випалу до спікання сировини певного складу при отриманні портландцементного клінкеру.
Являє собою двокальцієвий силікат 2CaOSi02 з вмістом 1-3% домішок і включень у вигляді оксидів заліза, алюмінію, магнію, хрому та ін., Складає разом з ними твердий розчин.
При звичайних темп-рах Б. достатньо термодинамічно стійкий, стабільний, що не активно взаємодіє з водою цементного тесту, забезпечуючи високу міцність при сприятливих умовах тільки після довгого терміну тверднення каменю. Стандартна молярна енергія Гіббса у Б. дорівнює 2194,64 кДж / моль, ентальпія 2310 кДж / моль, ентропія 127,7 Дж / моль.
У відбитому світлі кристали Б. мають округлу форму з щільними або зруйнованими краями, злегка бурувате забарвлення, пов'язане з присутністю оксиду заліза; густина 3,28 г / см3.